# Джастін Робінсон
Джастін Робінсон (англ. Justin Robinson; нар. 30 березня 2002) — американський легкоатлет, який спеціалізується на спринті.

## Спортивні досягнення
Чемпіон світу з естафетного бігу 4×400 метрів серед чоловіків та у складі змішаних команд (2023).
Срібний призер чемпіонату світу серед юніорів з естафетного бігу 4×400 метрів (2018).
Срібний (естафетний біг 4×400 метрів) та бронзовий (біг на 400 метрів) призер Панамериканських ігор (2019).
Фіналіст (4-е місце) чемпіонату США з бігу на 400 метрів (2023).
Чемпіон США в приміщенні з бігу на 400 метрів (2023).